# Hermannia sisymbriifolia
Hermannia sisymbriifolia är en malvaväxtart som först beskrevs av Porphir Kiril Nicolai Stepanowitsch Turczaninow, och fick sitt nu gällande namn av Bénédict Pierre Georges Hochreutiner. Hermannia sisymbriifolia ingår i släktet Hermannia och familjen malvaväxter. Inga underarter finns listade i Catalogue of Life.